# Jason Moore (Regisseur)
Jason Moore (* 22. Oktober 1970 in Fayetteville, Arkansas) ist ein US-amerikanischer Regisseur und Filmproduzent.

## Leben
Moore schloss sein Studium mit einem Bachelor of Science in Performance studies an der Northwestern University in Illinois ab.
Erste Erfahrungen sammelte er am Broadway als Resident Director bei der Inszenierung von Les Misérables im Imperial Theatre.
Ab März 2003 führte Moore beim Musical Avenue Q Regie, das zunächst im Off-Broadway Vineyard Theatre anlief und ab Juli 2003 an den Broadway ins John Golden Theatre wechselte. Bei den Tony Awards des Jahres 2004 war Moore mit Avenue Q in der Kategorie Beste Musicalregie nominiert, unterlag dort aber Joe Mantello (für Assassins). Moore führte auch die Regie bei Inszenierungen des Stücks in Las Vegas und London.
Danach übernahm er die Regie beim Broadway-Revival von Magnolien aus Stahl (2005) und Shrek the Musical (2008).
Nach diversen Fernsehproduktionen führte Moore im Jahr 2012 in der Musikkomödie Pitch Perfect erstmals Regie bei einem Spielfilm.

## Filmografie (Auswahl)
Regie
- 2001–2002: Dawson’s Creek (Fernsehserie, 3 Folgen)
- 2002–2004: Everwood (Fernsehserie, 3 Folgen)
- 2003: One Tree Hill (Fernsehserie, eine Folge)
- 2007: Brothers & Sisters (Fernsehserie, 2 Folgen)
- 2012: Pitch Perfect
- 2013: Cups (Pitch Perfect’s When I’m Gone) (Musikvideo)
- 2013:  Pulling (Fernsehfilm)
- 2013–2014: Trophy Wife (Fernsehserie, 3 Folgen)
- 2015: Sisters
- 2022: Shotgun Wedding – Ein knallhartes Team (Shotgun Wedding)

Produktion
- 2015: Pitch Perfect 2

## Theater (Auswahl)
- 2003–2009: Avenue Q (Vineyard Theatre, John Golden Theatre, New York)
- 2005: Steel Magnolias (Lyceum Theatre, New York)
- 2008–2010: Shrek the Musical (The Broadway Theatre, New York)